# Ferrocen
Ferrocen (C10H10Fe) je organokovová (metallocenová) sloučenina skládající se ze dvou cyklopentadienidových aromatických kruhů, mezi nimiž je koordinováno dvojmocné železo (+II) pentahaptickou vazbou (sendvičová struktura). Poprvé byl připraven roku 1951 reakcí cyklopentadienyl magnesium bromidu s chloridem železitým.

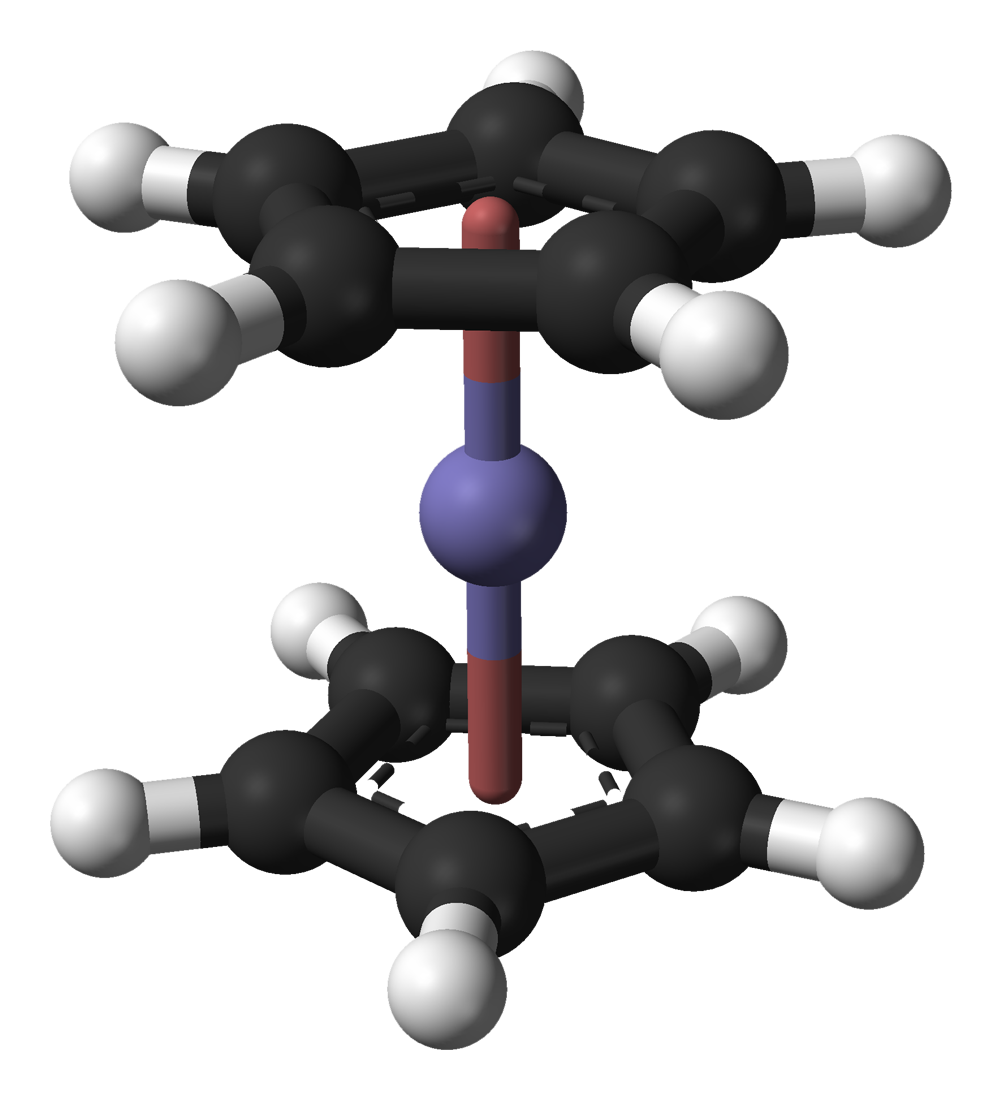
model molekuly

## Historie
Ferrocen byl objeven třikrát nezávisle na sobě. Poprvé byl zaznamenán ve 40. letech 20. století v americké firmě Union Carbid jako usazenina v trubkách vedoucích cyklopentadien. Roku 1950 byl vytvořen v britské společnosti British Oxygen při experimentech se syntézou aminů. O rok později jej připravili Peter L. Pauson a Thomas J. Kealy z Duquesnovy univerzity v Pittsburghu při snaze syntetizovat fulvalen.
O popis struktury ferrocenu se zasloužily roku 1952 rovněž tři na sobě nezávislé skupiny. Největší podíl na tom měli Ernst Otto Fischer z Mnichovské technické univerzity a Geoffrey Wilkinson. Ti v roce 1973 získali  Nobelovu cenu za objev struktury ferrocenu i za další výzkum podobných organometalických sloučenin.

## Příprava
Poprvé byl připraven roku 1951 reakcí cyklopentadienyl magnesium bromidu (který se připravuje z cyklopentadienu, hořčíku a bromethanu v benzenu) s chloridem železnatým:
2 C5H5MgBr + FeCl2 → Fe(C5H5)2 + MgCl2 + MgBr2.
Další způsoby přípravy jsou:
Fe + 2 C5H6 → Fe(C5H5)2 + H2  nebo
Fe(CO)5 + 2 C5H6 → Fe(C5H5)2 + 5 CO + H2.
Také se připravuje těmito reakcemi:
2 NaC5H5 + FeCl2 → Fe(C5H5)2 + 2 NaCl
FeCl2.4H2O + 2 C5H6 + 2 KOH → Fe(C5H5)2 + 2 KCl + 6 H2O
FeCl2 + Mn(C5H5)2 → MnCl2 + Fe(C5H5)2.

## Použití
Ferrocen se používá jako netoxická náhrada tetraethylolova, problémem však je vznik usazenin zkracujících životnost zapalovacích svíček.

## Reakce
Ferrocen se spaluje společně s benzinem:
4 (C5H5)2Fe + 53 O2 → 40 CO2 + 20 H2O + 2 Fe2O3.